# Annoville

Annoville este o comună în departamentul Manche, Franța. În 1 ianuarie 2020 avea o populație de 641 de locuitori.